# 猪狩渉
猪狩 渉（いがり わたる、1996年4月24日）は、日本のバスケットボール選手である。ポジションはポイントガード。身長168cm、体重72kg。
福島県いわき市出身。秋田県立能代工業高等学校卒業後、井上雄彦が創設したスラムダンク奨学金の第8期奨学生として2015年にアメリカへ留学。翌2016年に留学プログラムを終え帰国、Bリーグ・B2の福島ファイヤーボンズと契約しプロ選手となった。
福島ファイヤーボンズに所属していたが、2019年6月30日に契約満了。

## 来歴
1996年、福島県いわき市に生まれる。小学生の頃にバスケットボールを始め、いわき市立中央台北中学校1年次には2010年ジュニアオールスターのメンバーに選抜された。
中学卒業後は能代工業高校に進学するが、ベンチメンバーに選ばれたのは3年生になってからで、出場機会も少なかった。しかし、将来プロバスケットボール選手になる希望を持っていた猪狩は、同じ東北出身で、交流のあった村上駿斗がスラムダンク奨学金第7期奨学生として留学したこと等に影響を受け、自らも奨学金に応募。第8期生としてアメリカへ留学することが決まった。
2015年3月、アメリカのプレップスクールの一つ、サウスケント・スクールに入学するため、渡米。その後、夏期休暇中にトレーニングを行ったIMGアカデミーからスカウトを受け、予定を変更してIMGアカデミーに入学する。IMGアカデミーには1軍の「ナショナルチーム」と2軍の「ブルーチーム」があり、猪狩は当初ブルーチームに所属。8試合で5つ以上のアシストを記録するなど、1試合平均2.9アシストをあげ、またチーム2番目の14スティールを記録するなど、ブルーチームのポイントガードの主軸となり、ナショナルチームでもプレイした。
アカデミー卒業を控え、猪狩のもとにはNCAAディビジョン1のフロリダA&M大学から奨学金付きでの入学の勧誘があった。だが学業面において、スポーツ奨学生としての基準は満たしていたものの、大学側の都合によって、それより高い一般学生の基準達成を求められたため、猪狩は進学をあきらめ帰国、プロ選手としての経験をいち早く積むため、地元福島を拠点とするプロバスケットボールチーム、福島ファイヤーボンズのトライアウトを受験する。2016年7月13日、ファイヤーボンズは猪狩との選手契約合意を発表した。
福島ファイヤーボンズとは、次シーズンの契約を結ばないことで双方が合意し、2019年6月30日に契約満了。